# Horní Řasnice (železniční zastávka)
Horní Řasnice je železniční nákladiště a zastávka na trati spojující Frýdlant s Jindřichovicemi pod Smrkem. Situováno je jižně od obce Horní Řasnice. Severozápadně od kolejiště se nachází staniční budova.
Ve vzdálenosti asi 1 kilometr směrem k Novému Městu pod Smrkem odbočuje z trati již nepoužívaná železniční vlečka do průmyslového závodu na jižním okraji Horní Řasnice.

## Provoz
Na zastávce zastavují osobní vlaky linky L61 Liberec – Frýdlant v Čechách – Nové Město pod Smrkem – Jindřichovice pod Smrkem. Zastávka je na znamení.